# Volgré
Volgré és un municipi francès, situat al departament del Yonne i a la regió de Borgonya - Franc Comtat. L'any 2007 tenia 321 habitants.

## Demografia

### Població
El 2007 la població de fet de Volgré era de 321 persones. Hi havia 120 famílies, de les quals 32 eren unipersonals (20 homes vivint sols i 12 dones vivint soles), 36 parelles sense fills, 40 parelles amb fills i 12 famílies monoparentals amb fills.
La població ha evolucionat segons el següent gràfic:
Habitants censats

### Habitatges
El 2007 hi havia 166 habitatges, 135 eren l'habitatge principal de la família, 23 eren segones residències i 8 estaven desocupats. 165 eren cases i 1 era un apartament. Dels 135 habitatges principals, 126 estaven ocupats pels seus propietaris, 8 estaven llogats i ocupats pels llogaters i 1 estava cedit a títol gratuït; 2 tenien dues cambres, 25 en tenien tres, 37 en tenien quatre i 71 en tenien cinc o més. 77 habitatges disposaven pel capbaix d'una plaça de pàrquing. A 46 habitatges hi havia un automòbil i a 78 n'hi havia dos o més.

### Piràmide de població
La piràmide de població per edats i sexe el 2009 era:
| Homes | Edats   | Dones |
| ----- | ------- | ----- |
| 0     | 95 o +  | 0     |
| 0     | 90 a 94 | 0     |
| 0     | 85 a 89 | 4     |
| 4     | 80 a 84 | 0     |
| 12    | 75 a 79 | 24    |
| 8     | 70 a 74 | 12    |
| 8     | 65 a 69 | 8     |
| 8     | 60 a 64 | 8     |
| 0     | 55 a 59 | 0     |
| 20    | 50 a 54 | 16    |
| 4     | 45 a 49 | 0     |
| 16    | 40 a 44 | 20    |
| 16    | 35 a 39 | 4     |
| 12    | 30 a 34 | 4     |
| 4     | 25 a 29 | 12    |
| 4     | 20 a 24 | 0     |
| 4     | 15 a 19 | 4     |
| 4     | 10 a 14 | 12    |
| 0     | 5 a 9   | 12    |
| 8     | 0 a 4   | 4     |

## Economia
El 2007 la població en edat de treballar era de 199 persones, 159 eren actives i 40 eren inactives. De les 159 persones actives 149 estaven ocupades (84 homes i 65 dones) i 10 estaven aturades (3 homes i 7 dones). De les 40 persones inactives 13 estaven jubilades, 15 estaven estudiant i 12 estaven classificades com a «altres inactius».

### Ingressos
El 2009 a Volgré hi havia 135 unitats fiscals que integraven 334,5 persones, la mediana anual d'ingressos fiscals per persona era de 19.803 €.

### Activitats econòmiques
Dels 14 establiments que hi havia el 2007, 2 eren d'empreses extractives, 4 d'empreses de construcció, 2 d'empreses de comerç i reparació d'automòbils, 4 d'empreses de serveis i 2 d'entitats de l'administració pública.
Dels 4 establiments de servei als particulars que hi havia el 2009, 1 era un taller de reparació d'automòbils i de material agrícola, 1 paleta, 1 guixaire pintor i 1 lampisteria.
L'any 2000 a Volgré hi havia 3 explotacions agrícoles.

## Equipaments sanitaris i escolars
El 2009 hi havia una escola elemental integrada dins d'un grup escolar amb les comunes properes formant una escola dispersa.

## Poblacions més properes
El següent diagrama mostra les poblacions més properes.